# Вулох, Игорь Александрович
Игорь Александрович Вулох (3 января 1938 — 28 ноября 2012) — российский художник, представитель нонконформистского движения  1960-х годов, один из классиков абстракции в российском искусстве.

## Биография

### Происхождение
Игорь Вулох родился 3 января 1938 года в Казани. Детство пришлось на период Великой Отечественной войны. В 1942 году его отец погиб на фронте, а мать, Лидия Александровна, заболела и оказалась в больнице. Вулох был временно помещён в детский дом; cемья воссоединилась после окончания войны.
С раннего возраста Игорь Вулох проявлял интерес к изобразительному искусству. В 1953–1958 годах обучался в Казанском художественном училище имени Н. И. Фешина. Наибольшее влияние на его формирование как художника оказал педагог Виктор Подгурский, специалист по китайскому и японскому искусству, профессор Шанхайской академии художеств.
В 1957 году работа Вулоха «Зима» была представлена на Всесоюзной художественной выставке в московском Манеже и получила положительные отзывы, в том числе от скульптора Сергея Тимофеевича Конёнкова и художника Константина Федоровича Юона.
В 1958 году Вулох предпринял попытку поступления в Московский художественный институт имени В. И. Сурикова, однако был не принят. Благодаря поддержке художника Георгия Нисского был зачислен на художественный факультет Всероссийского государственного института кинематографии (ВГИК).
Во время учёбы познакомился с будущими деятелями искусства, включая Наума Клеймана и Василия Шукшина. В этот период также началось его сотрудничество с художником Анатолием Зверевым.

### Творческая деятельность в советский период
В 1961 году в гостях у Наума Клеймана Игорь познакомился с поэтом Геннадием Айги. В дальнейшем Игорь сделает серию набросков к поэзии Айги, тот посвятит Вулоху цикл стихов. Они оказались в редакционной группе каталога «Маяковский-художник», вышедшего в свет в 1961 году. Под руководством Николая Харджиева они устраивали выставки авангардистов 1920-х годов в Музее Маяковского: Татлина, Малевича, Ларионова, Гончаровой, Филонова и других. В России и за рубежом вышло более десяти совместных книг поэта и художника.
В 1961 году состоялась первая персональная выставка Игоря Вулоха в Москве, в выставочном зале Союза художников. Вулох вступает в молодёжную секцию Московского союза художников.
С 1968 года художник создает серию белых минималистских картин. К теме «чистого белого» он будет периодически возвращаться на протяжении всей творческой жизни. Эти работы в пастельных тонах положили начало «Белому периоду». Большинство работ носят простые названия — «пейзаж», «интерьер», «натюрморт», «деталь». Заинтересованность в богословских трудах и философии, духовные поиски привели Вулоха в Духовную академию при Троице-Сергиевой лавре. Здесь он становится ассистентом кафедры западных вероисповеданий. Параллельно Вулох работает, и его поиски продолжаются в разных направлениях живописи.
В 1971 году Игорь Вулох принят в МОСХ. Художник женился второй раз на Наталье Кутузовой, и в 1973 году у него родилась первая дочь, Александра. В это время Вулох познакомился со скульптором Вячеславом Клыковым, который вскоре стал важной фигурой в жизни мастера. Их познакомил Борух Штейнберг. В 1979 году состоялась их совместная выставка. После выставки несколько работ художника были переданы в Государственный Русский музей в Санкт-Петербурге.
В 1983 году, в доме Василия Григорьева, Игорь познакомился со своей будущей женой — художницей Натальей Туколкиной-Охота. В 1985 году у них рождилась дочь Лидия. Именно в это время в большей степени проявился «Белый период» художника.
В 1988 году, в Дании, Троельс Андерсен издал первую монографию о Вулохе. В предисловии к монографии были напечатаны стихи Геннадия Айги «Двенадцать параллелей к Игорю Вулоху».
В 1990 году, после распада СССР, Московская галерея «Сегодня» была одной из первых, начавших выставлять и рекламировать «шестидесятников».
В 1991 году, в Западном Берлине, в галерее «Браунер и Попов» состоялась персональная выставка Игоря Вулоха. Три года спустя в 1993 году Вулох получил стипендию земли Бранденбург (Германия) и поехал в дом творчества — в замок Вайперсдорф. Эта поездка дала Игорю опыт в общении с широким международным кругом литераторов, художников и деятелей культуры.

### Творчество после 1991
В 1994 году художник создает графическую серию к стихотворениям поэта Швеции Тумаса Транстрёмера. Вскоре работы художника были представлены на фестивале поэзии Транстрёмера на острове Готланд.
Позже Игорь Вулох обращается к руководству земли Брандербург с просьбой: картины, написанные им в Вайперсдорфе, должны быть переданы в Данию — в музей современного искусства Kunstmuseum, Троельсу Андерсену. Персональная выставка художника в Дании состоялась в 1995 году.
Ещё позже в галерее Файн арт состоялись четыре персональных экспозиции Вулоха: две — в 1997 году и ещё две — в 2001 году. Экспозиция «Росчерки огня» была организована совместно с поэтом Геннадием Айги и посольством Швеции в Москве, и посвящена семидесятилетию Томаса Транстрёмера. На вернисаж прилетел и сам поэт.
В 1996 году Министерство культуры Российской Федерации Игорь Вулох выдвигается на соискание Государственной премии Российской Федерации.
В 2001 году фонд Сороса присуждает Вулоху грант для издания каталога к выставке, которая прошла в галерее Файн арт.
За несколько лет до этих событий творчеством Игоря Вулоха начинает интересоваться швейцарский коллекционер Урс Хёнер. Позже, уже в 2006 году, под руководством Надежды Брыкиной и Хёнера выходит первая и самая большая монография о Вулохе на четырёх языках. Монография стала предтечей к персональной выставке художника, которая прошла в этом же году, в галерее Надежды Брыкиной (Nadja Brykina Gallery), в Цюрихе. На выставку, в качестве специального эксперта, был приглашен Троельс Андерсен. Он лично занимался отбором работ.
До самой смерти Вулох создавал новые работы и продолжал участвовать в выставках. Картины Вулоха выставлялись на торгах Sotheby’s и MacDougall's.
В 2008 году, в частном музее ART4.RU, состоялась выставка Игоря Вулоха, приуроченная к 70-летнему юбилею художника. На выставке было представлено 120 картин и графических листов. Для реализации оптимальных условий медитации в музее звучали тихие стихи поэта Геннадия Айги. Идейным вдохновителем и организатором выставки стал глава рекламного синдиката «Идальго» Егор Альтман. Он собирает работы художника, активно помогает ему. Именно г-н Альтман издает и каталог выставки.
В том же году в галерее RuArts прошла совместная выставка Игоря Вулоха и Евгения Дыбского «Трансляция времени» («Translation of Time»).
В октябре 2009 года в Московском музее современного искусства открылась выставка «Традиции нонконформизма». Выставка состояла из трех больших разделов-залов, где были представлены работы Эдуарда Штенберга, Игоря Вулоха и Владимира Немухина.
В июне-октябре 2011 года Игорь Вулох принял участие в выставке, прошедшей в Фонде культуры «Екатерина» и посвященной московскому нонконформизму и андеграунду периода «хрущёвской оттепели» 1950-х годов. На выставке с названием «К вывозу из СССР разрешено» были представлены около ста пятидесяти произведений живописи и графики. В основе экспозиции — произведения из собрания Екатерины и Владимира Семенихиных. К участию в выставке также были приглашены частные и музейные собрания.
Осенью 2011 года, в московской Галереи Надежды Брыкиной прошла выставка «Неофициальная встреча», где, наряду с работами Вулоха, было представлено более 30 работ художников-нонконформистов второй половины ХХ — начала XXI века из коллекции Надежды Брыкиной. Первая выставка серии «Неофициальная встреча» прошла в Государственном Русском музее (Санкт-Петербург).
В начале 2012 года Игорь Вулох принял участие в выставке работ из собрания Михаила Алшибая и Кати Фалькович, проходившей в частном музее ART4.RU. Также в начале года состоялась выставка Вулоха в галерее Файн арт. Экспозиция получила название «Возвращение», поскольку последние работы художника — графическая серия — датированы 2008 годом. Лишь недавно он вернулся к творчеству, завершив когда-то начатые холсты и создав совершенно новые, представленные посетителям галереи.
Первая попытка выпуска авторского фарфора была предпринята в 20-х годах XX века на Государственном фарфоровом заводе в Петрограде. Было выпущено несколько серий уникального авторского фарфора — тарелок по эскизам Малевича, Кандинского и Петрова-Водкина. Позже художники-шестидесятники Штейнберг, Целков, Янкилевский, Пивоваров, Рабин, Кабаков, Мастеркова, Немухин продолжили эту традицию и создали ограниченные серии расписанного вручную авторского фарфора. Первые эксперименты с росписью по фарфору в «домашних условиях» можно отнести к середине 70-х, эти произведения увидели свет много позже — с 1990 по 2000 гг.
Работал с фарфором и Вулох. Серия графических работ, созданных им к стихам Тумаса Транстрёмера, была воплощена на классическом фарфоре — тарелках Люблянского фарфорового завода. Вся серия работ Вулоха — черно-белая, в отличие от пестрых, ярких работ других мастеров. Расписывал тарелки по эскизам Игоря Вулоха русский художник-фарфорист Борис Калита. Проект реализован при участии Натальи Туколкиной-Охота и Егора Альтмана.
В ночь на 28 ноября 2012 года после продолжительной болезни он умер в больнице.

## Память
16 октября 2013 года открылась ретроспективная выставка художника в Московском Музее современного искусства. Выставка была задумана ещё при жизни Игоря Вулоха.

## Творческая биография

### Выставки
Участвовал во многих выставках[уточнить].

### Собрания
- Государственная Третьяковская галерея (Москва)
- Государственный Русский музей (Санкт-Петербург)
- Музей современного искусства (Силькеборг, Дания)
- Государственный музей концептуального искусства (Салоники, Греция)
- Чувашский государственный художественный музей (Чебоксары)
- Музей АРТ4, Москва
- Музей РГГУ «Другое искусство». Собрание Евгения Нутовича (Москва)
- Музей нонконформизма (Москва)

### Частные коллекции
- Греция (Афины, Г. Костаки)
- США (Нью-Йорк, Ф. Клауке)
- Дания (Копенгаген, Я. Борген)
- Франция (Париж, Л. Рабель, А. Витез, М. Фонфред)
- Испания (Барселона, К. Доменик Пуиг Серра)
- Италия (Рим, Т. Гуэрро)
- Россия (Москва, Е. Альтман, А. Кушнер, М. Алшибай, М. Сатарова, Е. Семенихина и В. Семенихин, И. Маркин, И. Бадалов)
- Швейцария (Цюрих, У. Хёнер)

### Аукционы
- 1990 — Нью-Йорк, США, «Аукционный дом Габсбург-Фельдман», «Современная советская живопись»
- 2006, 2007, 2008 — Sotheby’s, Лондон, Великобритания
- 2006, 2007, 2008 — MacDougall’s, Лондон, Великобритания
- 2007 — Bruun Rasmussen, Копенгаген, Дания
- 2008 — Phillips de Pury & Company, Лондон, Великобритания
- 2012 — Geneshapiro, Нью-Йорк, США
- 2018 — Аукционый дом Егоровых, Москва, Россия